# Sarnowa (gromada)
Sarnowa – dawna gromada, czyli najmniejsza jednostka podziału terytorialnego Polskiej Rzeczypospolitej Ludowej w latach 1954–1972.
Gromady, z gromadzkimi radami narodowymi (GRN) jako organami władzy najniższego stopnia na wsi, funkcjonowały od reformy reorganizującej administrację wiejską przeprowadzonej jesienią 1954 do momentu ich zniesienia z dniem 1 stycznia 1973, tym samym wypierając organizację gminną w latach 1954–1972.
Gromadę Sarnowa z siedzibą GRN w mieście Sarnowie (nie wchodzącym w skład gromady; obecnie w granicach Rawicza) utworzono – jako jedną z 8759 gromad na obszarze Polski – w powiecie rawickim w woj. poznańskim, na mocy uchwały nr 34/54 WRN w Poznaniu z dnia 5 października 1954. W skład jednostki weszły obszary dotychczasowych gromad Sarnowa II, Sarnówka i Żołędnica ze zniesionej gminy Rawicz oraz obszar dotychczasowej gromady Zakrzewo ze zniesionej gminy Miejska Górka w tymże powiecie. Dla gromady ustalono 10 członków gromadzkiej rady narodowej.
1 stycznia 1959 z gromady Sarnowa wyłączono miejscowości Antoniewo i Zakrzewo, włączając je do nowo utworzonej gromady Miejska Górka w tymże powiecie, po czym gromadę Sarnowa zniesiono, a jej (pozostały) obszar włączono do gromady Sierakowo tamże.